# Juliette Morillot
Pour les articles homonymes, voir Morillot.
Juliette Morillot née en 1959 à Bar-le-Duc en Lorraine,, est une journaliste française.
Elle est spécialiste de la Corée du Nord et du Sud.

## Biographie
Elle est issue d'une famille d'anglicistes, et a voulu cette connaissance d'une autre culture – la Corée et le coréen – en opposition à cette pression familiale sur elle. Elle a notamment vécu en Corée, à Singapour, en Indonésie et en Allemagne. Mère de deux enfants, elle est mariée au compositeur Pascal Stive (d).
Elle a été au lycée Henri-IV à Paris de 1977 à 1978 , puis a obtenu une maîtrise de muséologie, option Extrême-Orient, à l'École du Louvre en 1983. Elle a obtenu son DEA en études coréennes, sous la direction d'André Fabre, sur l'Histoire de la Corée/Société/ littérature du XIXe à nos jours à Institut national des langues et civilisations orientales (Inalco) en 1984. Elle y étudie aussi le russe, le tchèque et le japonais.

### Vie professionnelle
Elle est professeure à l'université nationale de Séoul en 1987.
Entre 2003 et 2015 elle est journaliste pigiste à la revue Jeune Afrique, de 2012 à 2015 elle est rédactrice adjointe, puis rédactrice en chef chez La Revue, un mensuel de géopolitique.
Elle devient rédactrice en chef adjointe d'Asialyst en 2016,.
C'est une ancienne directrice de séminaire sur les relations intercoréennes à l’École de guerre.
Dans l'étude de la Corée du Nord, elle s'inscrit dans une voie de recherche ni pro-américaine, ni pro-nord-coréenne, qui consiste à comprendre le régime nord-coréen sans le légitimer.

## Ouvrages
- Le Palais de la colline aux nuages, Plon, 1993. (roman historique sur l'assassinat par les Japonais de la dernière reine de Corée), Prix Jean-d'Heurs 2001
- Tout sur ... La Corée. Le pays du matin clair, Souffles, 1988, 1990, 1996.
- La Corée, montagnes, chamanes et gratte-ciel, Autrement, 1998.
- Les Orchidées rouges de Shanghai, Presses de la Cité, 2001. (roman historique sur les femmes de réconfort, basé sur une rencontre avec une ancienne femme de réconfort), réédition en 2022 augmentée d'une nouvelle préface et de notes explicatives
- La Corée : Terre des Esprits, Hermé, 2003. (Photographies de Marc Vérin (d)) Prix de la Fondation de Culture coréenne, 2003
- Évadés de Corée du Nord avec Dorian Malovic, Presses de la Cité, Belfond, 2004. (premier livre de témoignages directs auprès de Nord-Coréens  publié  en français), Prix du Meilleur livre d'investigation 2005
- Les Larmes Bleues, Plon, 2009. (la Corée des années 1960 à travers le destin des lépreux de l'île de Sorokto)
- Les Sacrifiés, Belfond, 2012. (L'affaire Proudlock, en Malaisie)
- La Corée du Nord en 100 questions avec Dorian Malovic, Tallandier, 2016.  prix du meilleur livre géopolitique (d) Axyntis/Conflits 2018
- L'Avenir de la Corée du Nord avec Antoine Bondaz, Institut Diderot, Paris, 2017,  (ISBN 9791093704487)
- Le Monde selon Kim Jong-un, avec Dorian Malovic, Robert Laffont, 2018
- Mijin, confessions d'une catholique nord-coréenne, avec  Dorian Malovic, Bayard, 2020 (vie quotidienne, intimité d'une femme, chamanisme, spiritualité)
- La Corée du Sud en 100 questions, Tallandier, 2022

## Prix
- Prix Jean-d'Heurs, 2001[citation nécessaire]
- Prix de la Fondation de la Culture coréenne, 2003 (avec Marc Vérin (d))[citation nécessaire]
- Prix du meilleur livre d'investigation, 2005 (avec Dorian Malovic)[citation nécessaire]
- prix du meilleur livre géopolitique (d) 2018[11] (avec Dorian Malovic)